# Udław się (powieść)
Udław się (ang. Choke)  – powieść amerykańskiego autora Chucka Palahniuka wydana w 2001 roku. Historia skupia się na postaci Victora Manciniego - uzależnionego od seksu krętacza, który celowo dławi się w restauracjach, aby wyłudzić pieniądze.  
Książka została wydana w języku polskim w 2007 roku przez Wydawnictwo Niebieska Studnia, tłumaczem polskiego wydania jest Robert Ginalski. 

## Film
Powieść została zekranizowana w 2008 roku. W filmie zagrali m.in. Sam Rockwell, Anjelica Huston i Kelly Macdonald. Film został uhonorowany na Sundance Film Festival, specjalną nagrodą od Jury (en.Special Jury Prize) za dobrą obsadę aktorską. Poza nagrodą w Sundance, film był krytykowany przez organizacje pro-kobiece, m.in. zbierając nagrody za Najbardziej Obraźliwą Postać Męską od Women Film Critics Circle Awards i nominację do Hall of Shame od Alliance of Women Film Journalists.